# جورج جوزيف (رجل أعمال)
جورج جوزيف (بالإنجليزية: George Joseph) هو شخصية أعمال أمريكي، ولد في 11 سبتمبر 1921 في بيكلي في الولايات المتحدة.